# Topciisko, Burgas
Topciisko (în bulgară Топчийско) este un sat în comuna Ruen, regiunea Burgas,  Bulgaria. 

## Demografie
Componența etnică a satului Topciisko
     Turci (99,44%)
     Nicio identificare (0,55%)
     Altele (0%)
La recensământul din 2011, populația satului Topciisko era de 905 locuitori. Din punct de vedere etnic, majoritatea locuitorilor (99,44%) erau turci. Pentru 0,55% din locuitori nu este cunoscută apartenența etnică.